# أنور العطار
أنور سعيد أنيس العطّار (1913 - 23 يوليو 1972) شاعر سوري من أهل القرن العشرين. ولد في دمشق من أسرة بعلبكية ودرس في مدارسها، ثم في مدرسة مكتب عنبر كبرى مدارس دمشق آنئذٍ، وتابع دروسه في كلية آداب الجامعة السورية، حيث تخرّج حاملًا إجازتها. مارس التعليم في مدارس دمشق ثم في بغداد وكذلك في السعودية. وعمل مفتشا للغة العربية في وزارة التربية والتعليم في سوريا. كان يحب العزلة ويؤثر البعد عن السياسة، فاقترب في نفسيته وفي شعره من الرومانسيين. تميز شعره بوصف الازهار والحدائق، وكان مغرما بهما. توفي في دمشق ودفن في مقبرة الدحداح. له عدة دواوين شعرية ومؤلفات ودراسات أدبية.

## سيرته
ولد أنور بن سعيد بن أنيس العطّار سنة 1913 في دمشق من أسرة بعلبكية ونشأ يتيماً فقيراً فكفله أخوه الأكبر. تلقى دراسته الابتدائية وأكملها في مدرسة البحصة فيها، ثم انتقل إلى مكتب عنبر كبرى مدارس دمشق آنئذٍ لإكمال دراسته الثانوية، وبعد ذلك انتسب إلى دار المعلمين حيث نال شهادة أهلية التعليم الثانوي التي أهلته للعمل مديرًا لمدرسة منين الابتدائية في ريف دمشق.

أتمّ دراسته في دمشق وتخرج من كلية الآداب من قسم اللغة العربية في الجامعة السورية، وكانت شهادته هذه خامس شهادة تعطى من كلية الآداب بدمشق عام 1935.

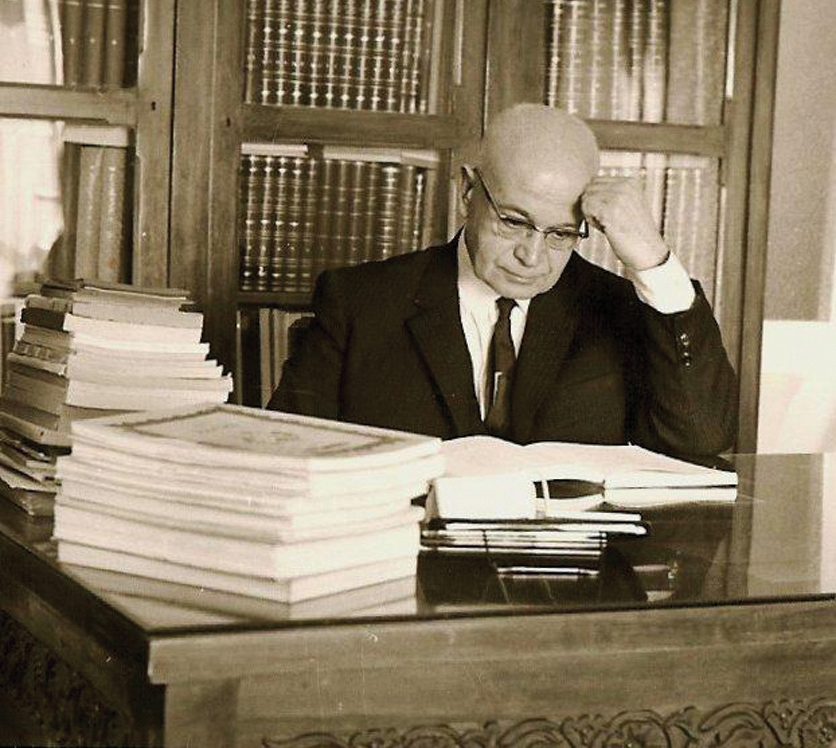
أنور العطار في مكتبه الأدبي في بيته بدمشق ، 1970.

مارس التعليم في مدارس حلب ودمشق ثمّ انتدب لتدريس اللغة العربية في العراق لمدة خمس سنوات، وعاد إلى دمشق حيث زاول التدريس والإدارة، ثمّ عمل مفتشًا أولاً لمادة اللغة العربية في سورية. سافر إلى المملكة العربية السعودية حيث درّس الأدب العربي في كلية اللغة العربية في جامعة الرياض، ما بين الأعوام 1964-1966.

لقد شارك في تأسيس المجمع الأدبي في دمشق سنة 1934م، وكان له شرف الانتماء إليه والإسهام في لجنته الإدارية. وتولى رياسة ديوان الإنشاء في وزارة المعارف مدة قصيرة. 

توفي أنور العطار صباح يوم الأحد 23 تموز/يوليو عام 1972 في مسـتشفى المواساة، ودفن في مقبرة الدحداح بدمشق. 

## شعره
وصفه إميل يعقوب «وصّافًا مبدعًا، وبخاصة لجمال الطبيعة...» تميز في وصف الطبيعة وقال عنه محمود فاخوري «يغلب على موضوعات شعره الاهتمام بالطبيعة من حوله، ووصف الأزهار والحدائق، لأنه كان مغرماً بها ومحباً لها، فتجد في شعره مجالي الطبيعة كلها، وعناية بالمدن والأماكن التي عرفت بطبيعتها الفتانة، وأنهارها الجميلة، كدمشق وغوطتها وبرداها وخريفها وربيعها، ولبنان وجباله ووهاده، وسمائه وبحره، ومصايفه البديعة، وبغداد ودجلتها وليلها المهيب الرهيب، والبصرة وما إليها، ونظم في كل ذلك شعراً جيداً.» 

## مؤلفاته
من دواوينه الشعرية:
- ظلال الأيّام، 1948 في موقع أرشيف الإنترنت
- ربيع بلا أحِبّة
- البواكير
- أشواق
- البلبل المسحور
- مُنعَطف النهر
- وادي الأحلام

وله في النثر:
- الزاد، في الأدب
- الوصف والتزويق عند البحتري
- أسرة الغزل في العصر الأموي
- شوقيات لم تَنشُرها الشوقيات

وله دراستان: واحدة لنثر أحد شوقي والثانية عن خير الدين الزركلي.

## وصلات خارجية
- أدب/ الموسوعة العالمية للشعر العربي/ أنور .